# مورتن دبليو. سورينسن
مورتن دبليو. سورينسن (بالدنماركية: Morten W. Sørensen)‏ هو لاعب إسكواش دنماركي، ولد في 1 مايو 1979 في كوبنهاغن في الدنمارك.

## وصلات خارجية
- مورتن دبليو. سورينسن على موقع SquashInfo.com (الإنجليزية)